# Santo Stefano (Genua)

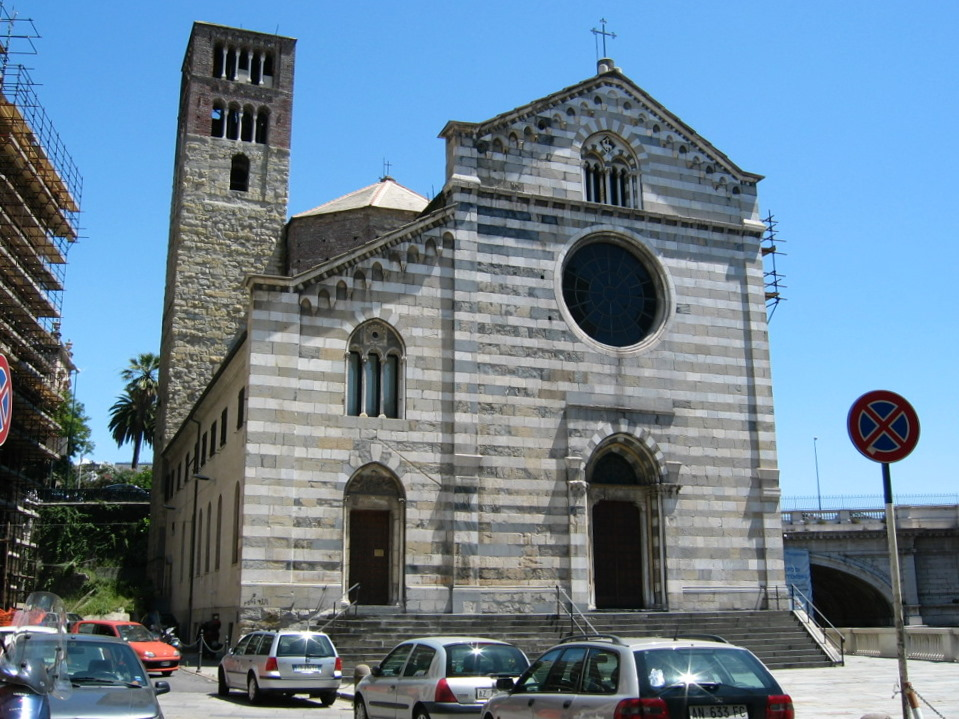
Chiesa di Santo Stefano

Santo Stefano (Sankt Stefan) ist eine Kirche in Genua. Das Gebäude dominiert auf einer Anhöhe gelegen die Hauptstraße Genuas, die Via XX Settembre. Die Kirche gilt als ein signifikantes Beispiel der ligurischen Romanik. Sie war eine der Hauskirchen der Adelsfamilie Fieschi. Angeblich wurde in ihr Christoph Kolumbus getauft, dessen Geburtshaus sich in ihrer Gemeinde befand.
Die Kirche Santo Stefano wurde im Mittelalter auf den Ruinen einer kleinen Kapelle aus dem 5. Jahrhundert, namens San Michele Arcangelo (Heiliger Erzengel Michael), erbaut. Das älteste Dokument, in dem Santo Stefano Erwähnung findet, stammt aus dem Jahre 965. Der heutige Bau wurde 1217 von den Kardinälen Ugolino Conti (dem späteren Papst  Gregor IX.) und Sinibaldo Fieschi (dem künftigen Innozenz IV.) geweiht.
Zu Ende des 19. Jahrhunderts wurden maßgebliche Umbauarbeiten an der Kirche vorgenommen. So wurden aus Platzgründen einige Kapellen der Kirche abgerissen. Dies war wegen der Erweiterung der damaligen Via Giulia (der heutigen Via XX Settembre) nötig geworden. Tatsächlich war das Kirchengebäude über die gesamte erste Hälfte des 20. Jahrhunderts für das Publikum unzugänglich und wurde erst 1955, in dem Jahr, in dem es von Kardinal Giuseppe Siri die Weihe erhielt, wieder geöffnet.
Die Restaurierungsarbeiten zwischen 1946 und 1955, von Cesare Galliano und Cesare Barontini durchgeführt, bestanden de facto in einer Neukonstruktion der Kirche.
Heute fällt der Innenraum durch seine 13 Altäre, die fünf großen Bleiglasfenster des Kirchenchors und die Kanzel auf, die derjenigen der Kathedrale von Split nachempfunden ist.